# Municipio de North Campbell No. 3B
El municipio de North Campbell No. 3B (en inglés: North Campbell No. 3B Township) es un municipio ubicado en el condado de Greene en el estado estadounidense de Misuri. En el año 2010 tenía una población de 1127 habitantes y una densidad poblacional de 66,53 personas por km².

## Geografía
El municipio de North Campbell No. 3B se encuentra ubicado en las coordenadas 37°15′26″N 93°22′8″O / 37.25722, -93.36889. Según la Oficina del Censo de los Estados Unidos, el municipio tiene una superficie total de 16.94 km², de la cual 16,94 km² corresponden a tierra firme y (0 %) 0 km² es agua.

## Demografía
Según el censo de 2010, había 1127 personas residiendo en el municipio de North Campbell No. 3B. La densidad de población era de 66,53 hab./km². De los 1127 habitantes, el municipio de North Campbell No. 3B estaba compuesto por el 93,97 % blancos, el 1,42 % eran afroamericanos, el 1,06 % eran amerindios, el 0,62 % eran asiáticos, el 1,6 % eran de otras razas y el 1,33 % eran de una mezcla de razas. Del total de la población el 3,82 % eran hispanos o latinos de cualquier raza.